# 托马斯·霍伦
托马斯·霍伦（Thomas Hoeren，1961年8月22日—），出生于德国丁斯拉肯，德国法学家。其重点研究领域为信息法和媒体法。

## 学业
托马斯·霍伦曾于1980年至1987年在明斯特、图宾根及伦敦学习神学和法学。1986年他毕业于明斯特大学神学院。1987年他通过德国第一次国家司法考试。1989年他在明斯特大学完成了博士论文（论文题目：作为产品买卖的软件许可），获得了博士学位。1991年他通过了第二次国家司法考试。1994年同样在明斯特，霍伦完成了其教授资格论文（论文题目：银行法和保险法领域内的自我监管）。

## 职业生涯
霍伦于1995年起在杜塞尔多夫大学法学院担任民法及国际经济法领域教授。1996年至2011年底霍伦在杜塞尔多夫高等邦法院（Oberlandesgericht Düsseldorf）担任法官一职。1997年，他接受了作为德国明斯特大学法学院信息法（Informationsrecht）及法律信息学（Rechtsinformatik）教授的聘书，并被任命为信息法、电信法和媒体法研究所民法方向的所长。除此之外，他还是明斯特的欧洲信息系统研究中心（European Research Center for Information Systems）的研究员。其所授课程包括民法、经济法、民事诉讼法及法律信息学等领域。 
另外，霍伦还担任欧盟委员会（DG XIII）信息技术法律咨询委员会的法律顾问以及欧盟委员会知识产权特别工作组成员直至2004年。此外，他还是德国网络信息中心（DENIC）的学术顾问之一。他也是瑞士无形财产法（Immaterialgüterrecht）论坛管理委员会（Kuratorium）成员。 
自2000年开始，霍伦作为域名专家在世界知识产权组织（WIPO）工作。同时，他也是欧盟委员会解决关于分发“.eu”域名相关问题的仲裁员。2004年霍伦教授为牛津大学贝利奥尔学院互联网研究所的研究员。同年，他还在斯坦福大学访学。2005年他成为德国商业保护及著作权法协会的著作权和出版法专家委员会成员。2012年至2014年，他担任明斯特大学法学院院长一职。自2006年起，他还是德国人民奖学金基金会（Studienstiftung des Deutschen Volkes）的责任教授（Vertrauensprofessor）。 
霍伦教授婚后已有两个孩子，现全家住在施泰因富尔特（Steinfurt）。业余，霍伦教授还是一个独立摄影师。

## 杂志
至1997年，霍伦担任《计算机与法学》（Computer und Recht）杂志的编辑委员以及《信息与通讯技术法》（Information and Communications Technology Law）和《电子数据交换法律评论》（EDI Law Review）杂志的合作主编。 
自1998年起，霍伦即担任《多媒体与法学》（MMR）杂志的合作主编一职。 
自2005年5月起，他担任瑞士法学专业网上期刊《Jusletter》“信息学与法律”部门的编辑。 
自2007年，其成为《计算机与法学》杂志咨询委员会成员。 
霍伦还是教育杂志《Ad Legendum》的编辑顾问。

## 所获荣誉
2005年托马斯·霍伦获阿尔卡特/塞尔“技术通讯”研究奖。（ALCATEL-SEL-Forschungspreis „Technische Kommunikation“）
2016年托马斯·霍伦被任命为欧洲学术与艺术研究院（Europäischen Akademie der Wissenschaften und Künste）成员